# کودرموخ آیرون
کودرموخ آیرون (انگلیسی: Kudremukh Iron) شرکت دولتی فولاد هندی است، که در سال ۱۹۷۶ توسط دولت هند تأسیس شد.